# Eliška Horelová
Eliška Horelová, rozená Nováková (23. května 1925 Cerhenice – 30. srpna 2015 Praha) byla česká prozaička věnující se literatuře pro mládež.

## Život
Absolvovala učitelský ústav a učila na školách. Studovala filozofii na Filozofické fakultě UK v Praze a v roce 1952 zde získala doktorát. Později na této škole také vyučovala. Od poloviny 50. let publikovala v novinách a časopisech.
Skutečným literárním počinem v oblasti literatury pro mládež se stala její historická románová trilogie Zdivočelá voda, Strhané hráze a Potopa. Děj se odehrává těsně před druhou světovou válkou. Podobně je tomu v knize Kluci ze zabraného, věnované událostem let 1942 na Neveklovsku, nebo v románě Čas ohně, čas šeříků, v němž zachytila vzrušené dění posledních dnů války v Českých Budějovicích.
V knihách ze života současných dětí uplatňovala znalost psychologie dětského myšlení, s úsměvem a ironií líčila trápení svých hrdinů a hrdinek.

## Dílo
- trilogie:
  - Zdivočelá voda
  - Strhané hráze
  - Potopa
- Kluci ze zabraného
- Čas ohně, čas šeříků
- Stěhovaví ptáci
- Štěstí má jméno Jonáš
- Léto jako když vyšije
- Dana a Niki Lauda
- Tománek je rád na světě
- Nemožná holka
- Jarda Samorost